# Generi di Saturniidae

## A
- Actias Leach, 1815
- Adelocephala Herrich-Schäffer, 1854
- Adeloneivaia Travassos, 1940
- Adelowalkeria Travassos, 1941
- Adetomeris Michener, 1949
- Agapema Neumoegen & Dyar, 1894
- Aglia Ochsenheimer, 1810
- Almeidaia Travassos, 1986
- Almeidella Oiticica, 1968
- Ancistrota Hübner, 1819
- Anisota Hübner, 1820
- Antheraea Hübner, 1819
- Antherina Sonthonnax, 1901
- Antistathmoptera Tams, 1935
- Archaeoattacus Watson, 1914
- Archaeosamia Brechlin, 2007
- Argema Wallengren, 1858
- Arsenura Duncan [& Westwood], 1841
- Asthenia Westwood, 1841
- Athletes Karsch, 1896
- Attacus Linnaeus, 1767
- Aurivillius Packard, 1902
- Automerella Michener, 1949
- Automerina Michener, 1949
- Automeris Hübner, 1819
- Automeropsis Lemaire, 1969

## B
- Bunaea Hübner, 1819
- Bunaeopsis Bouvier, 1927

## C
- Caio Travassos & Noronha, 1968
- Caligula Moore, 1862
- Callodirphia Michener, 1949
- Callosamia Packard, 1864
- Callosaturnia Smith, 1886
- Carnegia Holland, 1896
- Catacantha Bouvier, 1930
- Catharisa Jordan, 1911
- Ceranchia Butler, 1878
- Ceratesa Michener, 1949
- Cercophana Felder, 1862
- Cerodirphia Michener, 1949
- Ceropoda Michener, 1949
- Chrysodesmia Röber, 1925
- Cicia Oiticica, 1964
- Cinabra Sonthonnax, 1901
- Cinommata Butler, 1882
- Cirina Walker, 1855
- Citheronia Hübner, 1819
- Citheronula Michener, 1949
- Coloradia Blake, 1863
- Copaxa Walker, 1855
- Copiopteryx Duncan [& Westwood], 1841
- Coscinocera Butler, 1879
- Cricula Walker, 1855

## D
- Dacunju Travassos & Noronha, 1965
- Decachorda Aurivillius, 1898
- Dirphia Hübner, 1819
- Draconipteris Hübner, 1819
- Dryocampa Harris, 1833
- Dysdaemonia Hübner, 1819

## E
- Eacles Hübner, 1819
- Eochroa Felder, 1874
- Eosia Le Cerf, 1911
- Epiphora Wallengren, 1860
- Eriogyna Jordan, 1911
- Erythromeris Lemaire, 1969
- Eubergia Bouvier, 1929
- Eubergioides Michener, 1949
- Eudaemonia Hübner, 1819
- Eudelia Philippi, 1965
- Eupackardia Cockerell, 1912

## G
- Gamelia Hübner, 1819
- Gamelioides Lemaire, 1988
- Giacomellia Bouvier, 1930
- Gonimbrasia Butler, 1878
- Goodia Holland, 1893
- Graellsia Grote, 1896
- Grammopelta Rothschild, 1907
- Gynanisa Walker, 1855

## H
- Hemileuca Walker, 1855
- Heniocha Hübner, 1819
- Hirpida Draudt, 1929
- Hispaniodirphia Lemaire, 1999
- Hyalophora Duncan [& Westwood], 1841
- Hylesia Hübner, 1820
- Hylesiopsis Bouvier, 1929
- Hyperchiria Hübner, 1819
- Hyperchirioides Lemaire, 1981
- Hypermerina Lemaire, 1969

## I
- Imbrasia Hübner, 1819

## J
- Janiodes Jordan, 1924

## L
- Lemaireia Nassig & Holloway, 1988
- Leucanella Lemaire, 1969
- Leucopteryx Packard, 1903
- Lobobunaea Packard, 1901
- Loepa Moore, 1860
- Loepantheraea Toxopeus, 1940
- Lonomia Walker, 1855
- Lokolomia Maassen, 1869
- Ludia Wallengren, 1865

## M
- Maltagorea Bouyer, 1993
- Megaceresa Michener, 1949
- Melanocera Sonthonnax, 1901
- Meroleuca Packard, 1904
- Micragone Walker, 1855
- Microdulia Jordan, 1924
- Molippa Walker, 1855

## N
- Neocercophana Izquierdo, 1895
- Neodiphthera Bouvier, 1936
- Neorcarnegia Draudt, 1930
- Neoris Moore, 1862

## O
- Opodiphthera Wallengren, 1858
- Ormiscodes Blanchard, 1852
- Orthogonioptilum Karsch, 1893
- Oxytenis Hübner, 1819

## P
- Paradaemonia Bouvier, 1925
- Parancistrota Bouvier, 1933
- Pararhodia Cockerell, 1914
- Parusta Rothschild, 1907
- Periga Walker, 1855
- Perisomena Walker, 1855
- Polythysana Walker, 1855
- Procitheronia Michener, 1949
- Prohylesia Draudt, 1929
- Protogynanisa Rougeot, 1971
- Pselaphelia Aurivillius, 1904
- Pseudantheraea Weymer, 1892
- Pseudaphelia Kirby, 1892
- Pseudautomeris Lemaire, 1967
- Pseudimbrasia Rougeot, 1962
- Pseudobunaea Bouvier, 1927
- Pseudoludia Strand, 1911
- Psigida Oiticica, 1959
- Psilopygida Michener, 1949
- Psilopygoides Michener, 1949
- Ptiloscola Michener, 1949

## R
- Rachesa Michener, 1949
- Rhescyntis Hübner, 1819
- Rhodinia Staudinger, 1892
- Rohaniella Bouvier, 1927
- Rothschildia Grote, 1897

## S
- Salassa Moore, 1859
- Samia Hübner, 1819
- Saturnia Schrank, 1802
- Schausiella Bouvier, 1930
- Scolesa Michener, 1949
- Sinobirma Bryk, 1944
- Sphingicampa Walsh, 1864
- Syntherata Maassen, 1873
- Syssphinx Hübner, 1819

## T
- Tagoropsis Felder, 1874
- Teratopteris Hübner, 1819
- Therinia Hübner, 1823
- Titaea Hübner, 1823
- Travassosula Michener, 1949

## U
- Ubaena Karsch, 1900
- Urota Westwood, 1849
- Usta Wallengren, 1863

## V
- Vegetia Jordan, 1922